# فيلي كيلر
فيلي كيلر (بالإنجليزية: Wee Willie Keeler)‏ هو لاعب كرة قاعدة أمريكي، ولد في 3 مارس 1872 في بروكلين في الولايات المتحدة، وتوفي بنفس المكان في 1923 بسبب التهاب الشغاف.

## وصلات خارجية
- فيلي كيلر على موقع دوري كرة القاعدة الرئيسي (الإنجليزية)
- فيلي كيلر على موقعبيزبول رفرنس.كوم (الدوري الرئيسي) (الإنجليزية)
- فيلي كيلر على موقعبيزبول رفرنس.كوم (الدوري الثانوي) (الإنجليزية)
- فيلي كيلر على موقع جمعية أبحاث البيسبول الأمريكية (الإنجليزية)
- فيلي كيلر على موقع إي إس بي إن.كوم (أم.أل.بي) (الإنجليزية)
- فيلي كيلر على موقع مشجعي الرسوم البيانية (الإنجليزية)
- فيلي كيلر على موقع قاعة مشاهير كرة القاعدة (الإنجليزية)
- فيلي كيلر على موقع الموسوعة البريطانية (الإنجليزية)